# مهلبک
مهلبک (به آلمانی: Mehlbek) یک شهر در آلمان است که در اشتاینبورگ واقع شده‌است. مهلبک ۴۳۹ نفر جمعیت دارد.